# MechCommander (serie)
MechCommander è una serie di videogiochi strategici in tempo reale con visuale isometrica, ispirati al gioco da tavolo BattleTech  (originariamente prodotti dall'editore FASA).

## Capitoli della serie

### MechCommander
MechCommander è il primo capitolo della serie, sviluppato nel 1998 da MicroProse, solo per sistemi operativi Windows. Si tratta di uno strategico in tempo reale con visuale isometrica bidimensionale, in cui il giocatore impersona un MechCommander, un ufficiale che impartisce ordini alla propria squadra di piloti di BattleMech (mech da guerra).

### MechCommander: Desperate Measures
Nel 1999, è stato pubblicato MechCommander: Desperate Measures, l'espansione di MechCommander che include 12 nuove missioni. In seguito, è stato immesso sul mercato MechCommander GOLD, una versione del primo capitolo di MechCommander con incluso proprio l'add-on MechCommander: Desperate Measures.

### MechCommander 2
Pubblicato da Microsoft, MechCommander 2 è il seguito del primo MechCommander. Uscito nel 2001, anch'esso è uno strategico in tempo reale e, rispetto al suo predecessore, permette al giocatore di avvalersi della visuale tridimensionale del campo di battaglia (ruotabile in ogni direzione).